# Singapore Cup 2000
Der Singapore Cup 2000 war die 3. Austragung des Fußball-Pokalwettbewerbs in Singapur. In dieser Saison nahmen insgesamt 16 Mannschaften teil. Titelverteidiger war der Singapore Armed Forces FC.

## Teilnehmer
| Teilnehmer |
| - Andrew’s Avenue - Balestier Central - Clementi Khalsa - Geylang United - Gombak United - Home United - Jurong FC - Marine Castle United - Police S.A. - Sembawang Rangers FC - Sembawang Sports Club - Singapore Armed Forces FC - Tampines Rovers - Tanjong Pagar United - Tessensohn Khalsa Rovers - Woodlands Wellington |

## Vorrunde
| Datum           |                           | Ergebnis        |                          |
| --------------- | ------------------------- | --------------- | ------------------------ |
| 24. August 2000 | Gombak United             | 0:0 (4:2 i. E.) | Balestier Central        |
| 24. August 2000 | Home United               | 2:0             | Marine Castle United     |
| 25. August 2000 | Police S.A.               | 5:1             | Tessensohn Khalsa Rovers |
| 25. August 2000 | Woodlands Wellington      | 3:0             | Sembawang Rangers FC     |
| 25. August 2000 | Clementi Khalsa           | 1:2             | Tampines Rovers          |
| 26. August 2000 | Andrew’s Avenue           | 0:2             | Geylang United           |
| 26. August 2000 | Tanjong Pagar United      | 3:2             | Jurong FC                |
| 26. August 2000 | Singapore Armed Forces FC | 3:0             | Sembawang Sports Club    |

## Viertelfinale
| Datum                         |                      | Gesamt |                           | Hinspiel | Rückspiel |
| ----------------------------- | -------------------- | ------ | ------------------------- | -------- | --------- |
| 31. August/11. September 2000 | Gombak United        | 2:6    | Home United               | 2:2      | 0:4       |
| 1./8. September 2000          | Police S.A.          | 00:12  | Woodlands Wellington      | 0:7      | 0:5       |
| 1./8. September 2000          | Tampines Rovers      | 0:7    | Geylang United            | 0:2      | 0:5       |
| 2./7. September 2000          | Tanjong Pagar United | 2:4    | Singapore Armed Forces FC | 1:1      | 1:3       |

## Halbfinale
| Datum                  |                | Gesamt |                           | Hinspiel | Rückspiel |
| ---------------------- | -------------- | ------ | ------------------------- | -------- | --------- |
| 15./22. September 2000 | Geylang United | 1:2    | Singapore Armed Forces FC | 0:1      | 1:1       |
| 16./23. September 2000 | Home United    | 6:4    | Woodlands Wellington      | 4:2      | 2:2       |

## Spiel um Platz 3
| Datum           |                | Ergebnis |                      |
| --------------- | -------------- | -------- | -------------------- |
| 1. Oktober 2000 | Geylang United | 3:0      | Woodlands Wellington |

## Finale
| Datum           |             | Ergebnis |                           |
| --------------- | ----------- | -------- | ------------------------- |
| 1. Oktober 2000 | Home United | 1:0      | Singapore Armed Forces FC |